# Au nom d’une femme
Au nom d’une femme – drugi studyjny album Hélène Ségara, powstały w 1999 roku.

## Lista utworów
1. Il y a trop de gens qui t'aiment
2. Mrs Jones
3. Il attend la pluie
4. Elle, tu l'aimes
5. Parlez moi de nous
6. Sempre, sempre
7. Tu vas me quitter
8. Au nom d’une femme
9. Tu peux tout emporter
10. Je te perdrai
11. Dites-moi qui je suis
12. Rebelles

## Single
- Elle, tu l'aimes
- Il y a trop de gens qui t'aiment